# Hyundai i20 R5
El Hyundai i20 R5 es un vehículo de competición basado en el Hyundai i20 con homologación R5 y construido por el Hyundai Motorsport para su uso en competiciones de rally.
El i20 R5 hizo su debut mundialista en el Rally de Córcega de 2016, donde fue pilotado por Kevin Abbring y copilotado por Sebastian Marshall. El vehículo compite actualmente en el Campeonato Mundial de Rally-2 y el Campeonato de Europa de Rally, donde participa con varios equipos privados.
El Hyundai i20 R5 consiguió sus primeros éxitos mundialistas en 2020: el finlandés Jari Huttunen, copilotado por su compatriota Mikko Lukka obtuvieron la victoria en los rallyes de Suecia y Cerdeña en su camino al título mundial. La dupla finlandesa ganó en 2020 los títulos de piloto y ccpiloto de WRC-3, siendo estos los primeros del Hyundai i20 R5.

## Hyundai i20 NG R5
El Hyundai i20 NG R5 es la segunda generación del i20 R5 que vio la luz en 2020. Las siglas NG significan Next Generation, (siguiente generación en español). Esta segunda generación del i20 presentó mejoras en el área estética: se hicieron modificaciones en las entradas de aire para obtimizar el flujo de aire refrigerante. Además en el apartado mecánico: le pusieron nuevos pistones y camisas de cilindros y nuevos amortiguadores que le permitieron mejorar el equilibrio y la gestión de los neumáticos.

## Hyundai i20 N Rally2
El 21 de octubre de 2020, Hyundai presentó en sociedad el Hyundai i20 N Rally2, un vehículo de competición basado en la tercera generación del Hyundai i20 adaptado a la nueva normativa Rally2. El i20 N Rally2 fue desarrollado por Hyundai N, la división de alta performance del fabricante surcoreano. Con respecto a su predecesor, el Hyundai i20 NG R5 solo mantiene su caja de cambios secuencial de 5 velocidades, su motor de 1.6 litros turboalimentado es completamente nuevo además de contar con mejoras en la suspensión y en los amortiguadores.
El i20 N Rally2 hizo su debut oficial en el Campeonato Mundial de Rally en el Rally de Ypres de WRC-2. El 20 de julio de 2021 se anunciaron los pilotos que estrenarón el i20 N Rally2 en Ypres, los elegidos fueron Jari Huttunen y Oliver Solberg.

## Palmarés

### Campeonatos Mundiales
| Año  | Título                     | Competidor    | Vehículo       | Carreras | Victorias | Podios | Puntos |
| ---- | -------------------------- | ------------- | -------------- | -------- | --------- | ------ | ------ |
| 2020 | Piloto campeón del WRC-3   | Jari Huttunen | Hyundai i20 R5 | 4        | 2         | 4      | 83     |
| 2020 | Copiloto campeón del WRC-3 | Mikko Lukka   | Hyundai i20 R5 | 4        | 2         | 4      | 83     |

### Victorias en el WRC-2
| N.º | Año  | Rally                       | Piloto        | Copiloto    | Vehículo          | Notas  |
| --- | ---- | --------------------------- | ------------- | ----------- | ----------------- | ------ |
| 1   | 2021 | 18º Rally d'Italia Sardegna | Jari Huttunen | Mikko Lukka | Hyundai i20 NG R5 | [ 18 ] |

### Victorias en el WRC-3
| N.º | Año  | Rally                       | Piloto        | Copiloto    | Vehículo       | Notas  |
| --- | ---- | --------------------------- | ------------- | ----------- | -------------- | ------ |
| 1   | 2020 | 68th Rally Sweden           | Jari Huttunen | Mikko Lukka | Hyundai i20 R5 | [ 19 ] |
| 2   | 2020 | 17º Rally d'Italia Sardegna | Jari Huttunen | Mikko Lukka | Hyundai i20 R5 | [ 19 ] |